# Улянівка (станція)
Улья́нівка (також, Уля́нівка) — проміжна залізнична станція Дніпровської дирекції Придніпровської залізниці на двоколійній електрифікованій постійним струмом (=3 кВ) лінії Синельникове II — Чаплине між станціями Письменна (20 км) та Чаплине (17 км). Розташована в селищі Васильківка Синельниківського району Дніпропетровської області.

## Історія
Станція відкрита у 1884 по році. При проєктуванні залізниці інженери досліджували землі поміщика Ульянова, тому майбутня станція мала робочу назву Ульянівка. Проте, залізничну лінію вирішено було прокласти в іншому місці, а станцію перенесли під такою ж назвою.

## Пасажирське сполучення
На станції Ульянівка зупиняються приміські електропоїзди Синельниківського та Чаплинського напрямків.